# 氯化铀酰
氯化铀酰是一种无机化合物，化学式为UO2Cl2，有放射性。

## 制备
氯化铀酰由四氯化铀和氧气在300~350℃反应得到。

## 性质
氯化铀酰的吸湿性很强，在空气中短暂放置便会形成粘稠的溶液。